# パーターラ

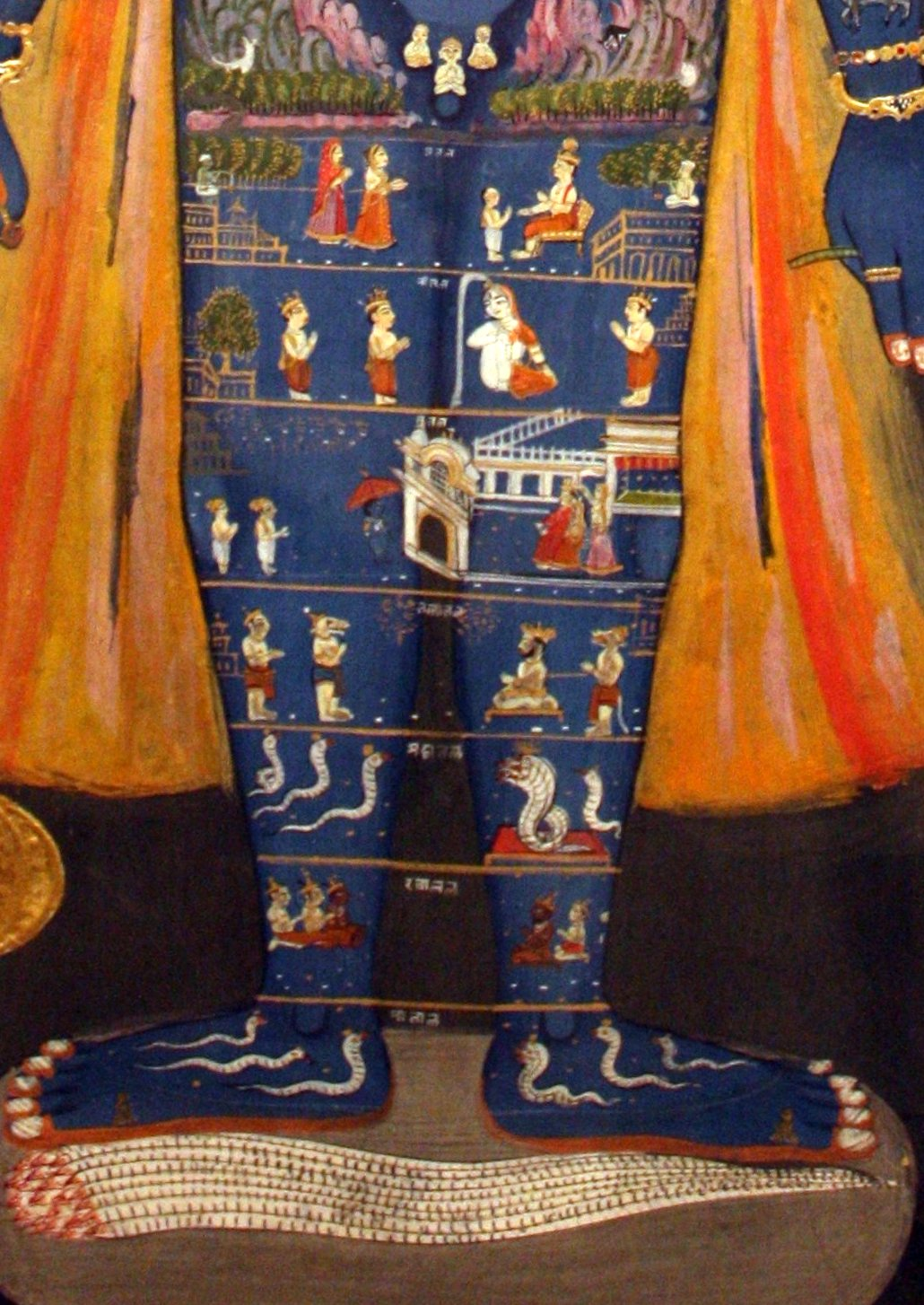
パーターラ

パーターラ (pātāla) とは、インド神話のプラーナ世界における7つの下界（地底の世界）の総称またはその一部の名称のことである。
7つの下界は文献によって異なる。『ヴィシュヌ・プラーナ』では第1層アタラ、第2層ヴィタラ、第3層ニタラ、第4層ガバスティマット、第5層マハータラ、第6層スタラ、第7層パーターラとされる。『パドマ・プラーナ』では第1層アタラ、第2層ヴィタラ、第3層スタラ、第4層ガバスティマット、第5層マハータラ、第6層ラターサラ、第7層パーターラとされる。
『パドマ・プラーナ』では、第1層はマハーマーヤが支配し、第2層はハータケーシュヴァラ（シヴァ神の化身）が支配し、第3層はアスラ王マハーバリが支配し、第4層はマーヤが支配し、第5層は蛇が支配し、第6層はダイティヤとダーナヴァが支配し、第7層はナーガの王ヴァースキが支配しているという。第7層はこのために別名「ナーガローカ」（ナーガが住む場所）とも言う。
パーターラは三界に属さない冥界ではあるが「地獄」ではない。第3層スタラはマハーバリがヴィシュヌにより与えられた領地であるが、『バーガヴァタ・プラーナ』においては苦しみや病気、困難などが決して訪れることのない楽園として紹介されている。また、インドラの従者であるマータリは自分の娘に嫁ぐ最高の婿を探す為にパーターラを訪れており、神々でも満足できなかったマータリはそこでナーガのスムカを見いだした。